# Yoon Doo-joon
Dans ce nom coréen, le nom de famille, Yoon, précède le nom personnel.
Yoon Doojoon, (coréen: 윤두준; né le 4 juillet 1989) communément appelé Doojoon, est un chanteur, rappeur, danseur et acteur sud-coréen. Il est le leader et le chanteur secondaire du boys band sud-coréen Beast appelé maintenant Highlight.

## Discographie

### Productions
| Année | Contribution | Titre                                 | Artiste(s)                 | Album             |
| ----- | ------------ | ------------------------------------- | -------------------------- | ----------------- |
| 2009  | Paroles      | "Bad Girl"                            | Beast                      | BEAST IS THE B2ST |
| 2009  | Paroles      | "BEAST is the B2ST"                   | Beast                      | BEAST IS THE B2ST |
| 2010  | Paroles      | "문이닫히면" ("When the Door Closes") | BEAST (Doojoon & Dongwoon) | My Story          |

### Collaborations et OST
| Année | Titre                                                         | Artiste(s)                            | Album                                                    |
| ----- | ------------------------------------------------------------- | ------------------------------------- | -------------------------------------------------------- |
| 2011  | “본 아뻬띠 (맛있게 드세요)” (“Bon Appetit (Enjoy Your Meal)”) | Yangpa feat. Yoon Doojoon             | Elegy Nouveau                                            |
| 2011  | “안을까 말까” (“Should I Hug or Not”)                         | Junhyung, & Kikwang, lui-même         | SUPER MARKET – the Half (Shinsadong Tiger Project Album) |
| 2011  | “Loving U”                                                    | Jang Hyunseung, Yang Yoseob, lui-même | 몽땅 내 사랑 (All My Love) OST                           |
| 2011  | “키덜트” (“Kidult”)                                           | Eluphant feat. Yoon Doojoon           | Man On The Earth                                         |
| 2015  | Without You                                                   | Yoseob, Dongwoon, lui-même            | Scholar Who Walks the Night OST                          |

## Filmographie

### Film
| Année | Titre                                                                  | Rôle          |
| ----- | ---------------------------------------------------------------------- | ------------- |
| 2012  | 가문의 영광5-가문의 귀환 (Marrying the Mafia 5 - Return of the Family) | Jang Youngmin |

### Dramas & Sitcoms
| Année       | Chaîne | Titre                    | Rôle          | Note(s)                     |
| ----------- | ------ | ------------------------ | ------------- | --------------------------- |
| 2010        | MBC    | More Charming By the Day | Yoon Doo-joon | Invité récurrent            |
| 2010 – 2011 | MBC    | All My Love              | Yoon Doo-joon | Récurrent                   |
| 2011        | MBC    | A Thousand Kisses        | Yoon Ki-joon  | Ép. 6                       |
| 2013        | KBS2   | IRIS 2                   | Seo Hyun-woo  | Récurrent                   |
| 2013 - 2014 | tvN    | Let's Eat                | Goo Dae-young | Rôle principal              |
| 2015        | tvN    | Let's Eat 2              | Goo Dae-young | Rôle principal              |
| 2015        | MBC    | "Splash Splash LOVE"     | King Lee Do   | Rôle principal              |
| 2016        | tvN    | Hey Ghost, Let's Fight   | Goo Dae-young | Personnage invité récurrent |
| 2018        | KBS2   | Radio Romance            | Ji Soo-Ho     | Rôle principal              |

### Émissions de télévision
| Année     | Chaîne     | Titre                                                | Note(s)               |
| --------- | ---------- | ---------------------------------------------------- | --------------------- |
| 2008      | Mnet       | Hot Blooded Men                                      |                       |
| 2009      | MTV        | MTV B2ST Documentary                                 |                       |
| 2009      | KBS        | Star Golden Bell                                     |                       |
| 2009-2010 | MBC        | Only One Secret Danbi                                |                       |
| 2010      | MTV        | MTV BEAST Almighty                                   |                       |
| 2010      | MBC        | 2010 Idol Star Athletics Championships               |                       |
| 2010      | MBC Every1 | Idol Maid                                            |                       |
| 2010      | KBS        | Star Golden Bell                                     |                       |
| 2011      | Mnet Japan | Exciting CUBE TV                                     |                       |
| 2011      | SBS        | Strong Heart                                         |                       |
| 2011      | KBS2       | Gag Concert                                          |                       |
| 2012      | SBS        | Running Man                                          | ép 104                |
| 2012      | MBC        | 2012 Idol Star Athletics Championships               |                       |
| 2013      | SBS        | Running Man                                          | ép. 162               |
| 2013      | KBS        | The Human Condition                                  |                       |
| 2013      | MBC        | 2013 Idol Star Athletics Championships               |                       |
| 2014      | MBC Every1 | Showtime Burning the Beast                           |                       |
| 2014      | KBS2       | Cool Kiz on the Block                                |                       |
| 2014      | SBS        | TV Entertainment Tonight                             |                       |
| 2014      | MBC        | 2014 Idol Star Athletics Championships               |                       |
| 2014      | KBS        | Happy Together                                       |                       |
| 2014      | KBS        | Hello Counselor                                      |                       |
| 2014      | MBC        | Weekly Idol                                          |                       |
| 2015      | MBC        | 2015 Idol Star Athletics Championships               |                       |
| 2015      | SBS        | One Night                                            |                       |
| 2015      | tvN        | Let's Eat with Friends                               |                       |
| 2015      | MBC        | Weekly Idol                                          |                       |
| 2015      | KBS        | 2 Days & 1 Night Season 3                            | avec Beast            |
| 2015      | KBS        | The Human Condition Season 3                         |                       |
| 2015      | MBC        | 2015 Autumn Season Idol Star Athletics Championships |                       |
| 2015      | SBS        | Law of the Jungle in Samoa                           | (avec Yong Jun-hyung) |
| 2016      | MBC        | Weekly Idol                                          | ép 239-240            |
| 2016      | MBC        | Infinite Challenge                                   | ép 473,480-481        |
| 2016      | KBS2       | Batle Trip                                           |                       |
| 2016      | MBC        | Weekly Idol                                          | ép 257-258 avec Beast |

### Hôte
| Année | Titre                          | Rôle                                                                           | Chaîne TV |
| ----- | ------------------------------ | ------------------------------------------------------------------------------ | --------- |
| 2010  | M! Countdown Christmas Special | Co-animateur avec Son Dong-woon                                                | Mnet      |
| 2010  | Show! Music Core               | Co-animateur avec Lee Gi-kwang & IU                                            | MBC       |
| 2011  | Music Bank Year End Special    | Co-animateur avec Choi Siwon & Jung Yong-hwa                                   | KBS       |
| 2011  | Show! Music Core Special       | Co-animateur spécial avec Yang Yoseob & Bae Suzy & Park Ji-yeon                | MBC       |
| 2011  | Melon Music Awards             | Co-animateur avec Park Shin-hye & Leeteuk                                      | MBC       |
| 2012  | Dream Concert                  | Co-animateur avec Uee & Lee Joon                                               | KBS2      |
| 2012  | Music Bank                     | Co-animateur avec Yang Yoseob                                                  | KBS       |
| 2013  | Dream Concert                  | Co-animateur avec Goo Hara & Lee Jin-ki                                        | KBS2      |
| 2013  | Music Bank In Istanbul         | Co-animateur avec Cho Kyuhyun & Bae Suzy                                       | KBS       |
| 2014  | Golden Disk Awards             | Co-animateur avec Taeyeon & Tiffany & Jung Yong-hwa & Choi Minho & Oh Sang-jin | JTBC      |
| 2014  | Music Bank In Mexico           | Co-animateur avec Park Chanyeol & Kim Sung-kyu                                 | KBS       |

### Apparitions dans des clips vidéos
| Année | Titre                                                 | Artiste(s)               | Album                 |
| ----- | ----------------------------------------------------- | ------------------------ | --------------------- |
| 2010  | “꺼져 줄게 잘 살아" ("I'll Back Off So You Can Live") | G.NA feat. Yong Junhyung | Draw G's First Breath |

## Récompenses
| Année | Catégorie                                     | Travail nommé                          | Résultat |
| ----- | --------------------------------------------- | -------------------------------------- | -------- |
| 2010  | MBC Entertainment Awards: Rookie Comedy Award | All My Love & More Charming By the Day | Lauréat  |
| 2015  | tvN go Awards: Rising Actor Award             | Let's Eat                              | Lauréat  |